# Alpinópolis
Alpinópolis é um município brasileiro do Estado de Minas Gerais. Na região é mais conhecida pelo seu antigo nome "Ventania". De acordo com o Instituto Brasileiro de Geografia e Estatística, sua população em 2022 era de 18 300 habitantes.

## História

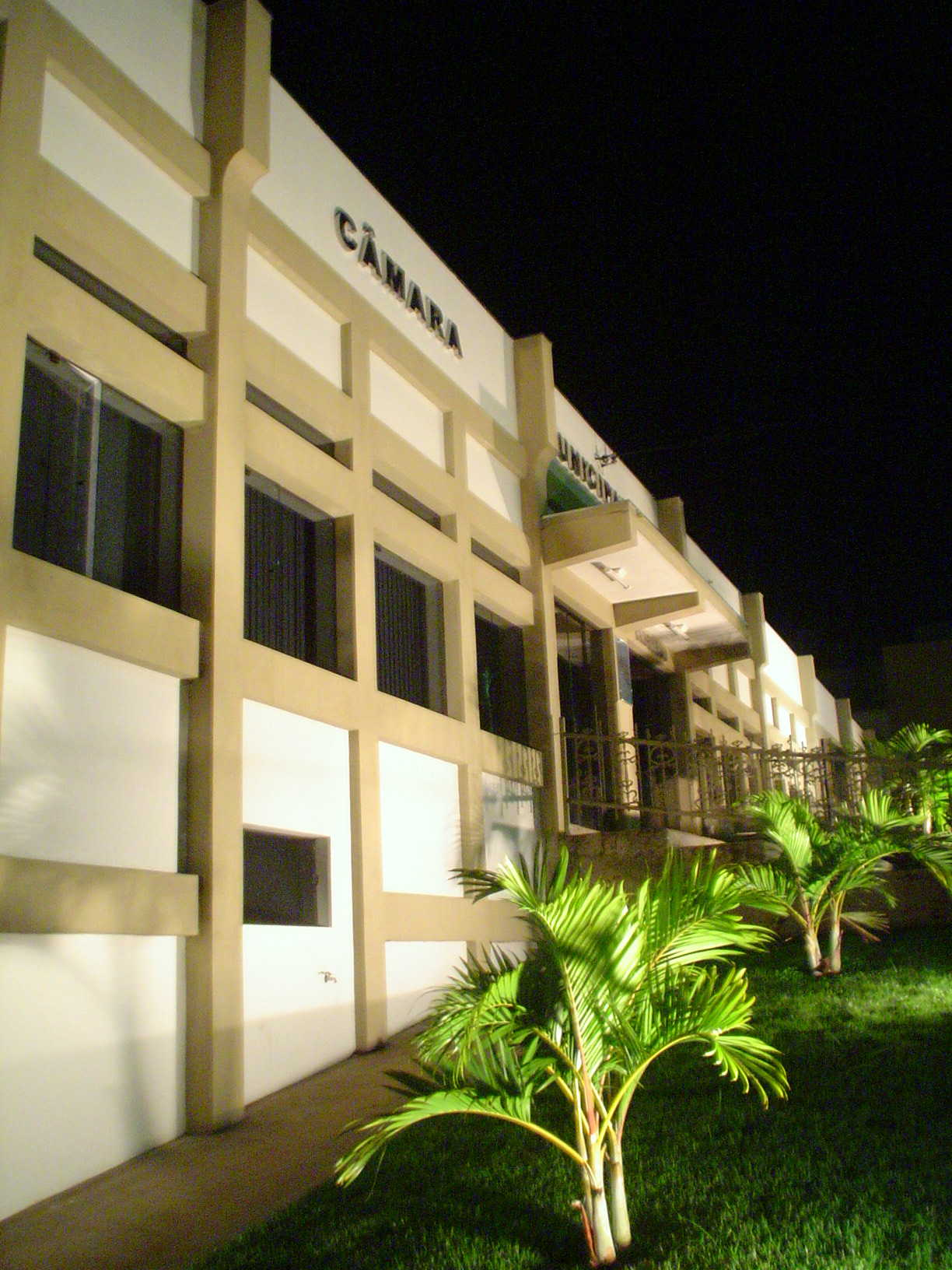
Câmara Municipal de Alpinópolis, sede do poder legislativo.

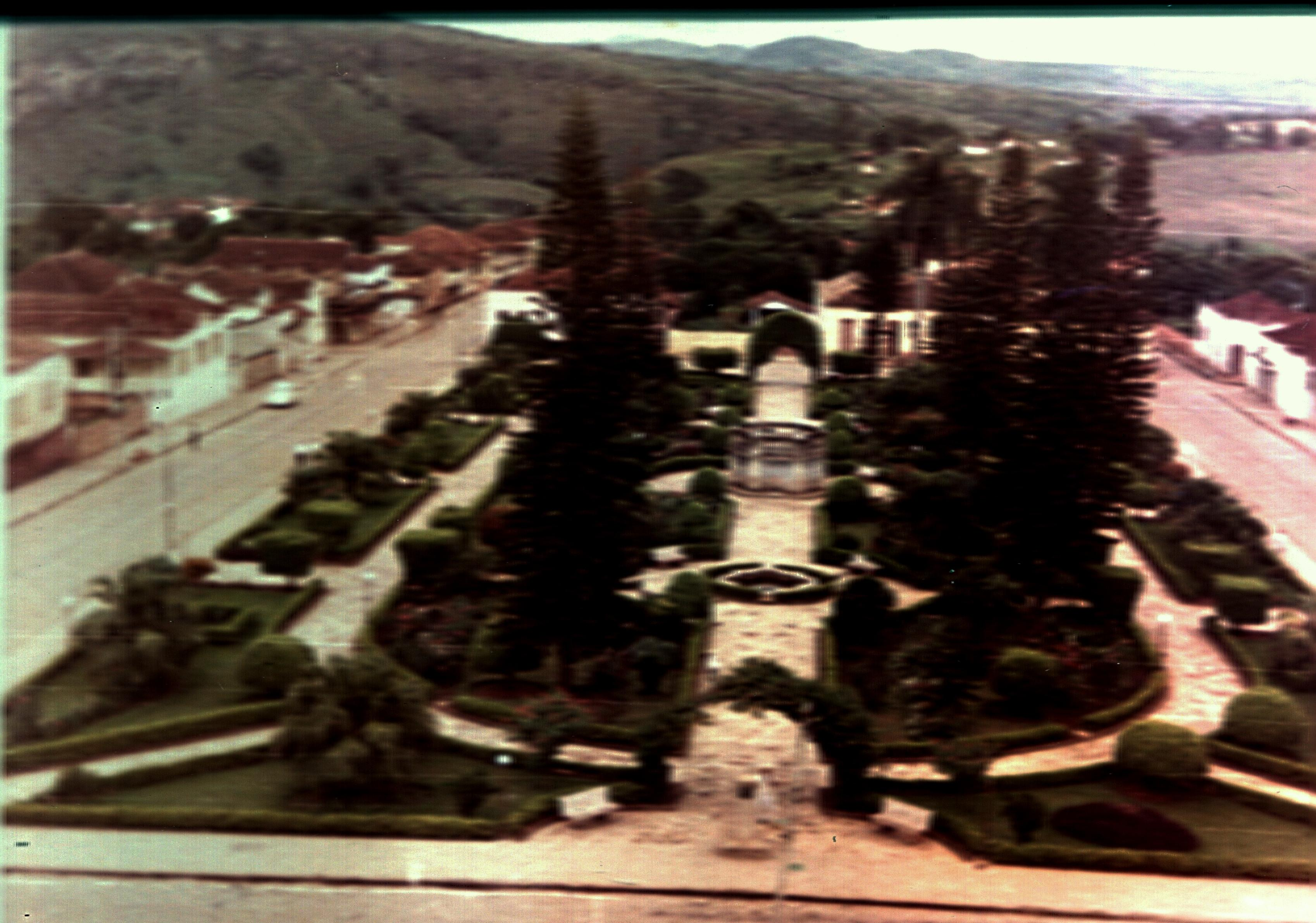
Praça da Matriz em 1967.

O povoado de Alpinópolis surgiu no final do século XVIII, encravado ao pé da Serra da Ventania. Em 1759, após a queimada dos Quilombos pelo bandeirante Bartolomeu Bueno do Prado, uma expedição de mineiros comandada pelo Padre João Côrrea de Mello, vinda de Mariana, atravessou o Rio Grande, passou pela Barra do Pontal, Fazenda Pouso Alegre e chegou a Jachuy, tomando posse das terras. Em 1762, uma expedição de paulistas, comandada por Mathias de Carvalhaes, entrou em sentido contrário, retomando a posse das terras até a margem esquerda do Sapucaí, fato comemorado em cerimônia solene em 5 de fevereiro de 1762, na Barra do Pontal. Em 1764, uma nova expedição de mineiros, comandada pelo Governador da Capitania, General Luiz Diogo Lobo da Silva, saiu de Villa Rica, atravessando o Rio Grande na Barra do Pontal, passando pelo famoso Sítio do Zundu e chegando a Jacuhy, onde instalou a vila, tomou posse das terras e demarcou as divisas das Capitanias de Minas Gerais e São Paulo.
Foi nesse vai e vem de expedições que apareceram os primeiros moradores, que viviam da exploração de garimpos nos Córregos da Prata, Ouro e no Ribeirão Conquista, onde instalaram a rancharia nas proximidades de uma gruta. Em 1769, D. Frei Manuel da Ressurreição, Bispo Diocesano de São Paulo, concedeu licença aos moradores da fazenda para que suas devoções fossem atendidas por meio de um Altar Portátil. Em 1782, foi concedida licença para a construção de uma ermida, com orientações de localização e outras recomendações. O pequeno núcleo se mudou para a parte alta da fazenda, e devido ao contato direto com a brisa acelerada que varre as montanhas, surgiu o nome: Sítio Ventania, Fazenda Ventania, Serra da Ventania, Ventania. Em 1799, Antônio Soares Coelho e João Coelho de Souza solicitaram a D. Matheus de Abreu Pereira, sucessor de D. Frei Manuel, uma nova licença para a construção da Ermida de São Sebastião, informando que a Fazenda Ventania contava com mais de 80 pessoas, entre livres e escravos, distante de Jacuhy dezesseis léguas.
Apesar do despacho favorável, os Coelho venderam os Sítios Ventania e Ponte Alta a Januário Garcia Leal no final de 1799, sem realizar a construção da Capela, e voltaram para Jacuhy. Em 1806, Marianna Lourença de Oliveira, esposa de Januário, vendeu as terras a José Justiniano dos Reis, que chegou a Alpinópolis em 1805, procedente de Carmo da Cachoeira, acompanhado de sua esposa Ana Teodora de Figueiredo, Dona Indá. O casal, com cinco filhos, adquiriu as terras da Fazenda Ventania e, em 1806, José Justiniano dos Reis mandou edificar uma capela dedicada a São Sebastião. Em 1807, ele e sua esposa assinaram o termo de doação para a constituição do patrimônio da capela. Após a morte de José Justiniano em 1809, Dona Indá passou a conduzir os destinos do arraial. Os dois são considerados os fundadores de Alpinópolis, que, em 1914, passou a se chamar Alpinópolis, pela Lei nº 622 de 18 de setembro do mesmo ano, embora o nome “Ventania” ainda seja o preferido pelos habitantes.

Alpinópolis foi emancipada em 1938, pelo Decreto-Lei nº 148, de 17 de dezembro, e a instalação do município ocorreu em 1º de janeiro de 1939, desvinculando-se de Nova Resende. Antônio Herculano dos Reis foi eleito o primeiro prefeito. Com uma população de cerca de 18 mil habitantes e uma área de 459 km², a cidade está localizada em uma das regiões mais prósperas de Minas Gerais. Alpinópolis tem se destacado nacionalmente, especialmente pelo Monte das Oliveiras, um espaço ao ar livre dedicado à meditação, apresentações e excursões com fins religiosos.

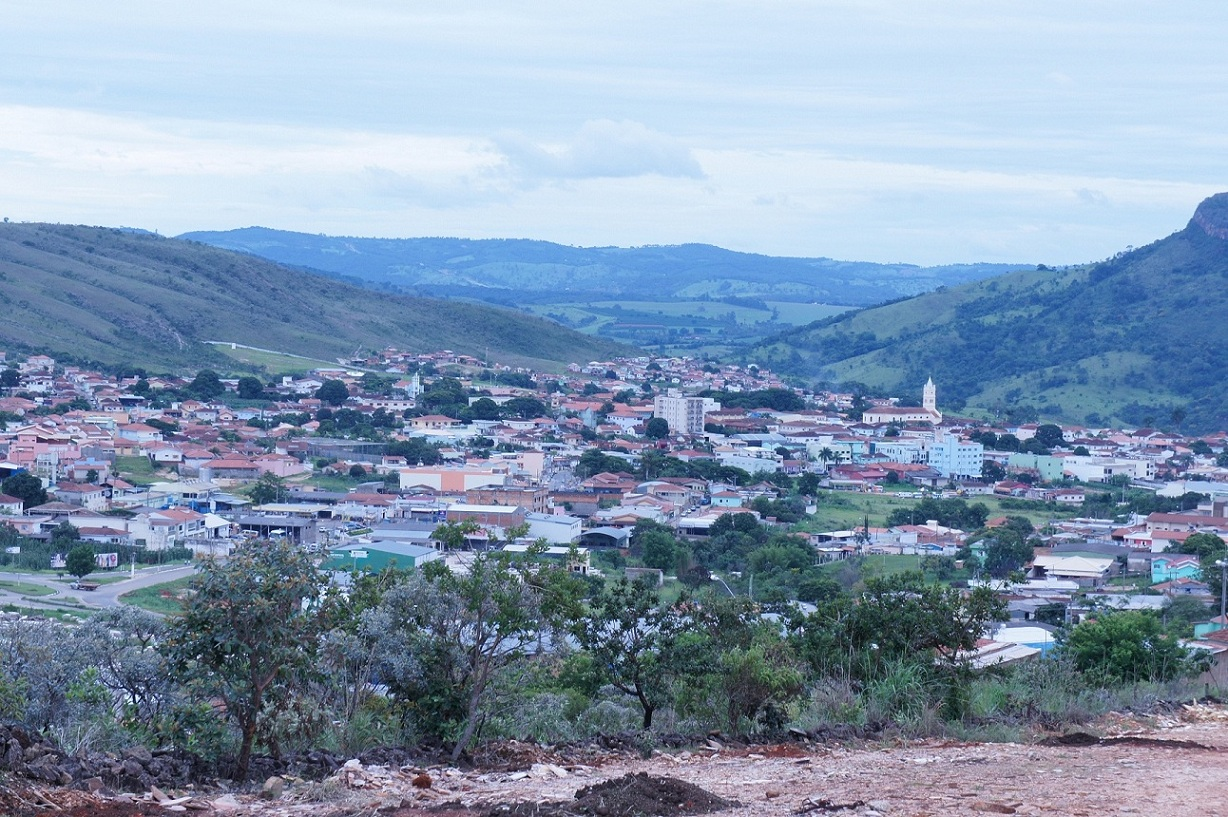
Vista a partir do Montes das Oliveiras.

, 

## Atrativos turísticos
- Monte das Oliveiras - construído como uma réplica do Monte das Oliveiras original e onde, na Semana Santa, são encenadas as cerimónias com artistas da região.

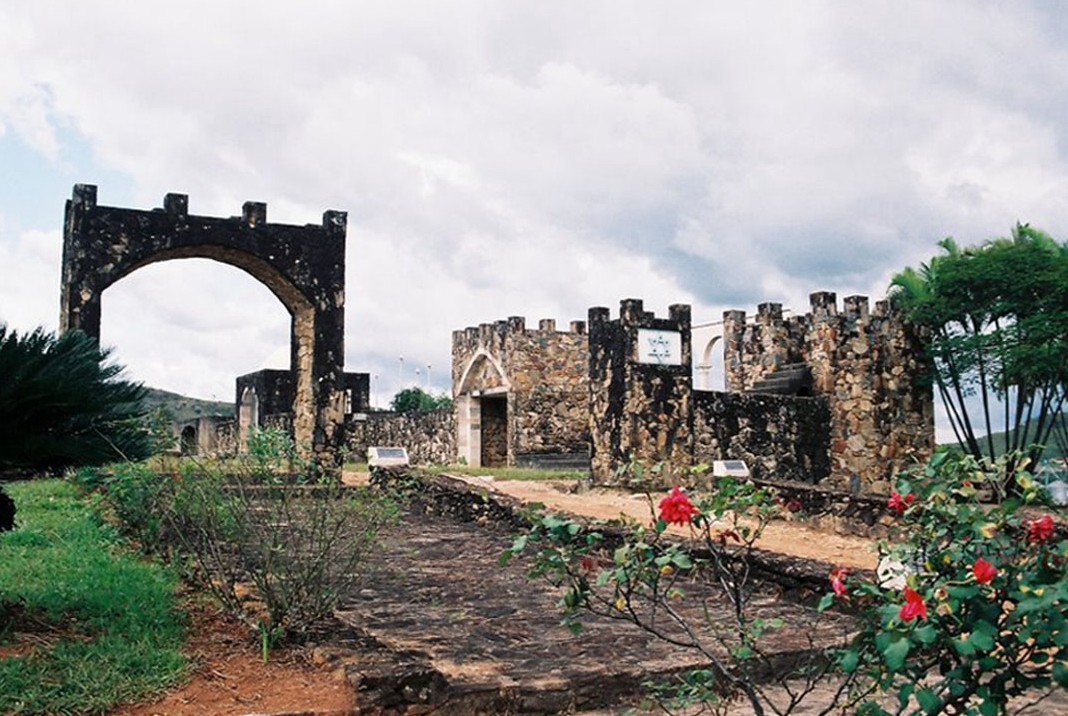
Monte das Oliveiras.

- Cachoeiras da Serra da Ventania - lugar de lazer, contudo, no momento recebe a rede de esgoto de parte do município, impossibilitando o uso de suas águas pela população local.
- Serras em torno da cidade - lugares muito frequentados principalmente por jovens para a prática de camping.
- Parque Água Viva.

### Casarões antigos

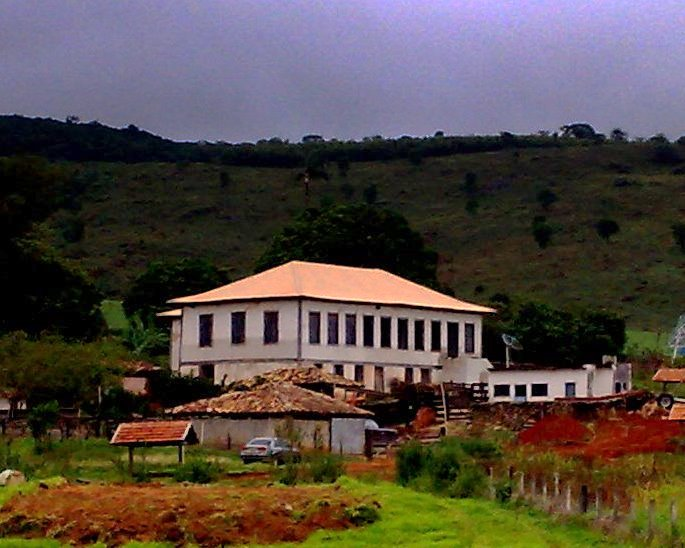
Fazenda Quilombo

A Fazenda Quilombo, construída por escravos, às margens direita da rodovia BR-265 km 538, entre as cidades de Alpinópolis e Carmo do Rio Claro (latitude e longitude -20.893446, -46.330433, distante 9 km de Alpinópolis (séde do município). A Fazenda Quilombo passou por várias gerações abaixo, onde ficaram gravadas recordações. 
Anotação no site https://minasgeraistour.blogspot.com/2013/03/alpinopolis-mg.html , por CPadua  informa que "a fazenda do Quilombo, antigamente chamada de Quilombo Queimado, por ter sido construída sobre as ruínas de um antigo Quilombo, foi construída pelo meu 5o. avô, Manuel José de Faria, na década de 1810. Passou para sua neta, Anna Rodrigues de Faria, e daí para a filha dela, Maria Cristina de Oliveira, esposa do Joaquim Bento de Carvalho, citado".
O atual proprietário tem um documento datado de 1912 no qual é informado que pertencia a Joaquim Bento de Carvalho, natural da cidade Carmo do Rio Claro e sua esposa Maria Cristina de Oliveira Carvalho (Dinha) natural de São Sebastião da Ventania (hoje Alpinópolis).[carece de fontes?] Foi vendida ao genro Thomé Vilela dos Reis, casado com Maria Silvéria de Carvalho Vilela (Mariquinha). Thomé vendeu também ao seu genro José de Oliveira Lemos (Sô Zeca), casado com Francisca Silvéria Lemos (Donda). Com a morte de Donda, passou para seu filho Antônio de Oliveira Sobrinho (Antônio do Sô Zeca), e hoje pertence ao seu neto Valdomiro Paim de Oliveira (Miro). A fazenda foi reformada em 2012, mas não está exposta à visitação.

## Igreja Católica
A Igreja teve como seu destaque o Monsenhor Ubirajara Cabral, que promoveu várias obras importantes para a cidade, tais como a fundação de um colégio, que leva o nome de Instituto Educacional Padre Ubirajara Cabral, e um hospital, hoje a Santa Casa de Misericórdia de Alpinópolis, que leva seu nome como patrono da instituição, além de várias outras obras de caráter social.
Devido à relevância da Igreja Católica na construção da cidade desde sua origem, o censo de 2010 do IBGE apontou que 89,09% da população se declara católica, tornando-se o município com maior número de católicos da Diocese de Guaxupé. Atualmente, a cidade conta com duas paróquias, sendo elas a Paróquia São Sebastião, cujo pároco é o Padre Reginaldo, e a Paróquia São Vicente de Paulo, presidida pelo Padre Antônio Carlos.

## Quilombo das Pedras
Em seu livro Quilombo do Campo Grande - A História de Minas que se Devolve ao Povo, o autor Tarcísio José Martins, do Instituto Histórico e Geográfico de Minas Gerais, dá conta de que o hoje território do município de Alpinópolis abrigou, no século XVIII, em um período anterior à formação do arraial de São Sebastião da Ventania, o Quilombo das Pedras, parte integrante do Quilombo do Campo Grande, debelado pelo capitão-mor Bartolomeu Bueno do Prado.